# Пратвил (Алабама)
Пратвил (енгл. Prattville) град је у америчкој савезној држави Алабама. По попису становништва из 2010. у њему је живело 33.960 становника.

## Демографија
Према попису становништва из 2010. у граду је живело 33.960 становника, што је 9.657 (39,7%) становника више него 2000. године.
| Група             | 2000.          | 2010.          |
| Белци             | 19.941 (82,1%) | 26.117 (76,9%) |
| Афроамериканци    | 3.505 (14,4%)  | 5.659 (16,7%)  |
| Азијати           | 156 (0,6%)     | 479 (1,4%)     |
| Хиспаноамериканци | 416 (1,7%)     | 1.039 (3,1%)   |
| Укупно            | 24.303         | 33.960         |